# Стоянов, Дмитрий Георгиевич
Дми́трий Гео́ргиевич Стоя́нов (30 августа 1868 — 1918) — член IV Государственной думы от Херсонской губернии, священник.

## Биография
Из семьи православного священника.
Окончил Одесскую духовную семинарию, был рукоположен в священники. С 1897 года был священником при Всехсвятской (Кладбищенской) церкви Николаева, а затем настоятелем Богородичной Скорбященской (Новокупеческой) церкви. Состоял членом отделения Херсонского епархиального училищного совета по городу Николаеву.
На выборах в IV Государственную думу состоял выборщиком по Херсонскому уезду от Николаевского отделения 2-го съезда городских избирателей. 23 февраля 1914 года на дополнительных выборах от 2-го съезда городских избирателей был избран на место сложившего полномочия В. И. Нестеренко. Входил во фракцию правых. Состоял членом комиссий: по народному образованию, по переселенческому делу, по направлению законодательных предложений, по судебным реформам, о народном здравии, по военным и морским делам, по городским делам.
Умер в 1918 году. Был вдовцом. Похоронен в семейном склепе на Николаевском некрополе.